# Хараґаульський муніципалітет
Хараґаульський муніципалітет (груз. ხარაგაულის მუნიციპალიტეტი kharagaulis municipaliteti) — муніципалітет у Грузії, що входить до складу краю Імеретія. Центр — Хараґаулі.

## Населення
Станом на 1 січня 2014 чисельність населення муніципалітету склала 19 473 мешканців.
Більшість населення складають Імеретини, одна з етнографічних груп грузин.
| Грузини | Росіяни | Осетини |
| 99,7 %  | 0,15 %  | 0,04 %  |

## Персоналії
Уродженцем муніципалітету є Цуцкірідзе Михаїл Онисимович (1918 — ?) — відомий виноградар, Герой Соціалістичної Праці.